# Furekullasjö
Furekullasjö är en sjö i Falkenbergs kommun i Halland och ingår i Ätrans huvudavrinningsområde. Sjöns area är 0,023 kvadratkilometer och den är belägen 125 meter över havet.